# Lucille Clifton

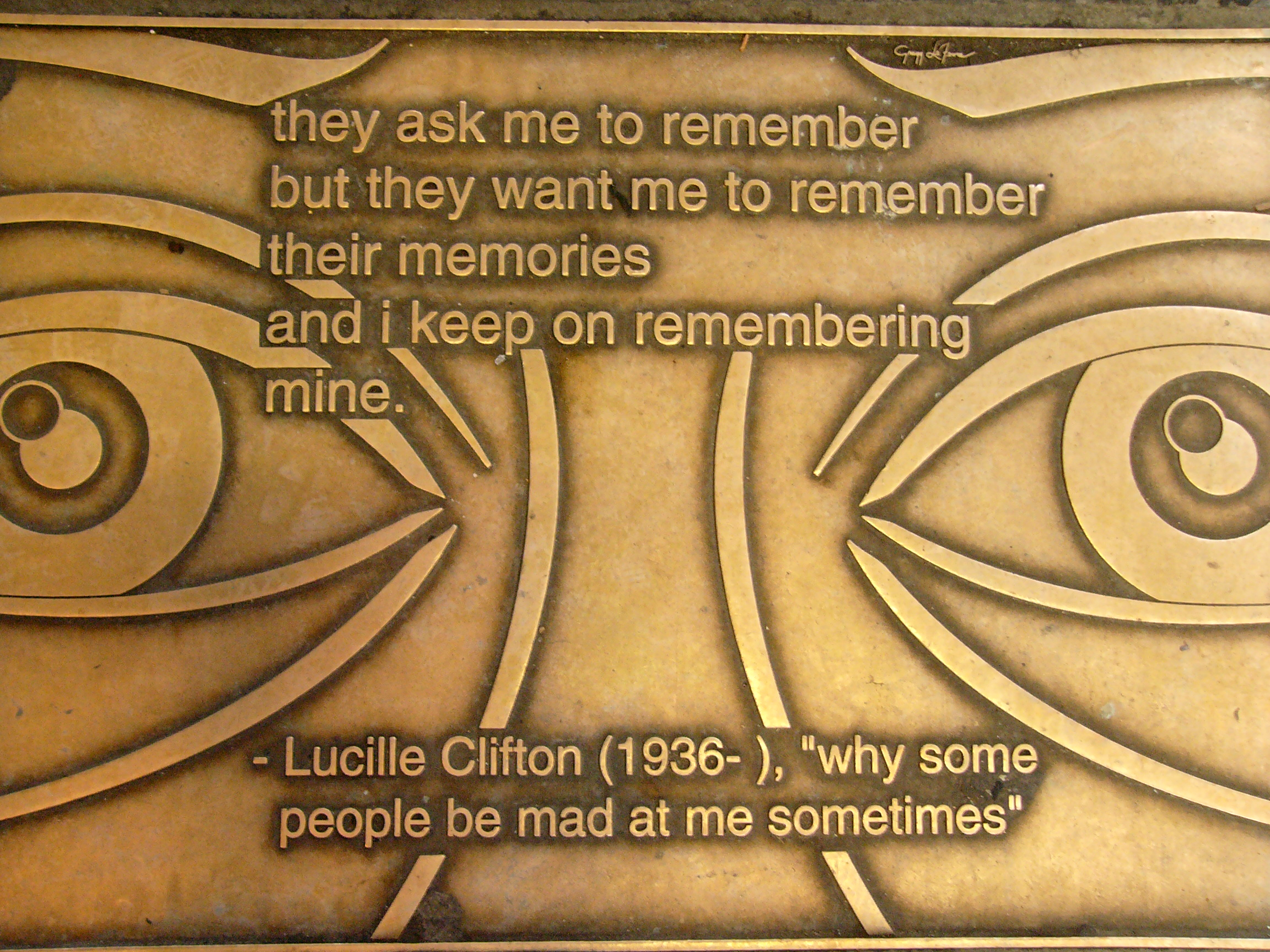
Plaquette voor de New York Public Library

Lucille Clifton, geb. Thelma Lucille Seyles, (Buffalo, 27 juni 1936 - Baltimore, 13 februari 2010) was een Amerikaans dichteres en schrijfster. Thema's in haar poëzie waren het Afrikaans-Amerikaanse erfgoed en feministische thema's, met de nadruk op het vrouwelijke lichaam.
Lucille Seyles groeide op in Depew (New York). Van 1953 tot 1957 ging zij naar de Howard University en zij studeerde in 1955 af aan de "State University of New York at Fredonia" (nabij Buffalo). In 1958 huwde zij met Fred James Clifton. Ze werkte bij de werkgelegenheidsdienst van de staat New York in Buffalo (1958-1960) en bij dienst voor onderwijs in Washington (1960-1971).
Haar eerste dichtbundel Good Times werd in 1969 gepubliceerd en door The New York Times uitgeroepen tot een der 10 beste boeken van het jaar. Haar reeks kinderboeken over een kleine zwarte jongen begon met Some of the Days of Everett Anderson uit 1970. Van 1971 tot 1974 was zij "poet-in-residence" aan het Coppin State College in Baltimore en van 1979 tot 1985 was zij Poet Laureate van de staat Maryland. Clifton was van 1985 tot 1989 hoogleraar literatuur en creatief schrijven aan de Universiteit van Californië in Santa Cruz. Zij kreeg voor haar werk diverse prijzen en onderscheidingen.

### Gedichtenbundels
- Good Times (Random House, New York, 1969)
- Good News About the Earth (Random House, New York, 1972)
- An Ordinary Woman (Random House, New York, 1974)
- Two-Headed Woman (University of Massachusetts Press, Amherst, 1980)
- Good Woman: Poems and a Memoir: 1969-1980 (BOA Editions, Brockport, 1987)
- Next: New Poems (BOA Editions, Ltd., Brockport, 1987)
- Ten Oxherding Pictures (Moving Parts Press, Santa Cruz, 1988).
- Quilting: Poems 1987-1990 (BOA Editions, Ltd., Brockport, 1991)
- The Book of Light (Copper Canyon Press, Port Townsend, 1993)
- The Terrible Stories (BOA Editions, Brockport, 1996)
- Blessing The Boats: New and Collected Poems 1988-2000 (BOA Editions, Rochester, 2000)
- Mercy (BOA Editions, Rochester, 2004)
- Voices (BOA Editions, Rochester, 2008)

### Non-fictie
- Generations: A Memoir (Random House, New York, 1976)

- Bibliothèque nationale de France: cb120612354 (data)
- Gemeinsame Normdatei: 129773638
- International Standard Name Identifier: 0000 0001 1780 2788
- Library of Congress Control Number: n79089567
- MusicBrainz: 56d744a3-5263-4493-aeef-4bb5307a0f41
- Nationale Bibliotheek van Tsjechië: mub2011628241
- Nationale Bibliotheek van Israël: 987007315962705171
- Istituto Centrale per il Catalogo Unico: LO1V304193
- SNAC: w6rj4qc9
- Système universitaire de documentation: 07731011X
- Trove: 802326
- Virtual International Authority File: 114393750
- WorldCat: E39PBJmhTWvB64DY8JmTTRptrq